# PRKRA
PRKRA (англ. Protein activator of interferon induced protein kinase EIF2AK2) – білок, який кодується однойменним геном, розташованим у людей на короткому плечі 2-ї хромосоми.  Довжина поліпептидного ланцюга білка становить 313 амінокислот, а молекулярна маса — 34 404.
| 10         |  | 20         |  | 30         |  | 40         |  | 50         |
| ---------- |  | ---------- |  | ---------- |  | ---------- |  | ---------- |
| MSQSRHRAEA |  | PPLEREDSGT |  | FSLGKMITAK |  | PGKTPIQVLH |  | EYGMKTKNIP |
| VYECERSDVQ |  | IHVPTFTFRV |  | TVGDITCTGE |  | GTSKKLAKHR |  | AAEAAINILK |
| ANASICFAVP |  | DPLMPDPSKQ |  | PKNQLNPIGS |  | LQELAIHHGW |  | RLPEYTLSQE |
| GGPAHKREYT |  | TICRLESFME |  | TGKGASKKQA |  | KRNAAEKFLA |  | KFSNISPENH |
| ISLTNVVGHS |  | LGCTWHSLRN |  | SPGEKINLLK |  | RSLLSIPNTD |  | YIQLLSEIAK |
| EQGFNITYLD |  | IDELSANGQY |  | QCLAELSTSP |  | ITVCHGSGIS |  | CGNAQSDAAH |
| NALQYLKIIA |  | ERK        |  |            |  |            |  |            |

A: Аланін

C: Цистеїн

D: Аспарагінова кислота

E: Глутамінова кислота

F: Фенілаланін

G: Гліцин

H: Гістидин

I: Ізолейцин

K: Лізин

L: Лейцин

M: Метіонін

N: Аспарагін

P: Пролін

Q: Глутамін

R: Аргінін

S: Серин

T: Треонін

V: Валін

W: Триптофан

Кодований геном білок за функцією належить до фосфопротеїнів. 
Задіяний у таких біологічних процесах як РНК-залежне заглушення генів, альтернативний сплайсинг. 
Білок має сайт для зв'язування з РНК. 
Локалізований у цитоплазмі.